# LGBT-Marketing
LGBT-Marketing umfasst alle Marketing-Maßnahmen, die sich an die Zielgruppe LGBT – insbesondere lesbische und schwule Konsumenten – richtet. Solches Marketing kann aus Werbung mit Zielgruppen-spezifischen Inhalten bestehen, oder entsprechende Werbeträger wie Szene-Magazine nutzen. Auch das Sponsoring von LGBT-Organisationen oder -Events kann als Teil des Marketing-Mix zum Erreichen der Zielgruppe genutzt werden. Neben der Vermarktung von konkreten Produkten oder Dienstleistungen kann LGBT-Marketing auch als Imagekampagne eingesetzt werden, um als „gayfriendly“ und somit modern zu gelten. Wenn solche Anstrengungen nicht authentisch sind, spricht man von Pinkwashing.

## Geschichte
Eine der ersten Beispiele von öffentlich sichtbarem Zusammentreffen von schwulen und lesbischen Belangen mit der Welt der Wirtschaft war der Coors-Boykott. Dies war allerdings keine an Schwule oder Lesben gerichtete Marketingmaßnahme der Brauerei Coors, sondern ganz im Gegenteil die schwulenfeindliche Haltung von Coors. Der Coors-Boykott durch Gewerkschaften und Hispanics hatte schon 1966 begonnen und richtete sich gegen gewerkschaftsfeindliche und rassistische Praktiken von Coors. 1973 beteiligte sich auch die LGBT-Gemeinschaft am Boykott, um gegen die Einstellungsverfahren der Firma protestieren. So verwandte Coors bei Bewerbungsgesprächen Lügendetektoren und fragte damit unter anderem die sexuelle Orientierung ab. Zudem unterstützte Coors homophobe rechte Gruppierungen finanziell. Coors ignorierte den Boykott zunächst, machte aber ab 1978 Zugeständnisse. Ab 1995 wurde die sexuelle Orientierung bei Bewerbungen nicht abgefragt, und Versicherungsleistungen auch gleichgeschlechtlichen Paaren angeboten. Coors engagierte die offen lesbisch lebende Mary Cheney als Marketingsprecherin und begann Events wie das Denver PrideFest zu unterstützen.
In den 1990ern begann Subaru damit, Autos speziell an Lesben zu vermarkten. Diese langjährige Kampagne war so erfolgreich, dass sie häufig als Fallstudie für LGBTQ-Marketing verwendet wird.

## Marktgröße
Für das LGBT-Marketing werden statistische Einschätzungen zur Kaufkraft von Schwulen und Lesben benötigt. Dies trifft auf gewisse Schwierigkeiten, da keine genauen Angaben zum Anteil von Schwulen und Lesben innerhalb einer Bevölkerungsgruppe vorliegen. Es existieren jedoch mittlerweile demographische Daten zur sexuellen Orientierung, die in einigen Staaten veröffentlicht werden. Bei der US-Volkszählung im Jahr 2000 wurden zwei Fragen so gestellt, dass gleichgeschlechtliche Partnerschaften gezählt wurden. Demnach gab es in den USA zum Stand der Volkszählung 658.00 Haushalte, die aus gleichgeschlechtlichen Paaren bestehen. Nach Angaben der American Marketing Association von 2013 identifizieren sich 3,5 % der Erwachsenen in den USA als schwul, lesbisch bisexuell oder transgender. Daraus wird abgeleitet, dass der LGBT-Verbrauchermarkt insgesamt einen Wert von 835 Milliarden Dollar hat.

## Werbekategorien
Werbekategorien umfassen Reisen, Finanzdienstleistungen, alkoholische Getränke, Fahrzeuge, Unterhaltung, Körperpflege, Luxusgüter, pharmazeutische Produkte und Mode. Zum Beispiel hat die Fluglinie American Airlines einer spezifische LGBT-Reiseseite veröffentlicht. Mit nur etwa fünfzehn Jahren Bestand ist das LGBT-Marketing ein relativ neues Marketingphänomen. Auch in anderen Regionen wie Australien und Europa, dort vor allem in Belgien und den Niederlanden, wird dieses Feld schon erforscht und angewandt. Viele Firmen, die dieses Segment der Bevölkerung früher ignoriert haben, richten ihr Marketing nun gerichtet auf LGBT-Kunden aus. Beispiele hierfür sind Burger King und Money Maid.
Das Time Magazine veröffentlichte im August 2006 einen Artikel über das wachsende Interesse europäischer Marken, gezielt die LGBT-Community anzusprechen. Mittlerweile gibt es viele Marketingagenturen, die sich auf LBGT-Marketing spezialisiert haben.
2013 brachte die Human Rights Campaign einen Corporate Equality Index heraus, welcher eine Möglichkeit zur Messung und zum Vergleich von Unternehmensrichtlinien und Unternehmenspraktiken im Bezug auf LGBT-Mitarbeiter bietet. Dieser Index wird auch benutzt, um die LGBT-Freundlichkeit eines Unternehmens zu bewerten.